# 羽林軍三十六
羽林軍三十六，又名寶瓶座94，BD-14 6448，HD 219834、SAO 165625、HR 8866，是寶瓶座的一颗恒星，视星等为5.08，位于銀經60.7，銀緯-64.47，其B1900.0坐标为赤經23h 13m 51.1s，赤緯-14° -64.47′ 11″。